# Maria-Ward-Schule Würzburg
Die Maria-Ward-Schule Würzburg ist eine staatlich anerkannte Mädchenrealschule in der Trägerschaft der Maria-Ward-Stiftung. Gegründet wurde sie im Jahr 1866 durch das damalige Mutterhaus in Aschaffenburg. Ebenso wie in der Schwesterschule, der Maria-Ward-Schule Aschaffenburg, wurde im Jahr 2013 der Konvent aufgelöst, nachdem der Orden Congregatio Jesu (CJ) wegen mangelnden Nachwuchses begonnen hatte, sich aus der Bildungsarbeit zurückzuziehen. Die Würzburger Maria-Ward-Schule wurde in eine kirchliche Stiftung des öffentlichen Rechts überführt.

## Geschichte
Die Bezeichnung des Gymnasiums geht auf die englische Adlige Maria Ward zurück, die im 17. Jahrhundert Bildungseinrichtungen für junge Frauen und Mädchen gründete, doch zu ihren Lebzeiten noch keine päpstliche Bestätigung für den damit verbundenen weiblichen Orden ohne kirchliche Klausurverpflichtung erlangen konnte. Ihre Gefährtinnen und Nachfolgerinnen setzten jedoch ihr Werk über Jahrhunderte fort.
1866 erfolgte die Gründung des Instituts der Englischen Fräulein durch das Mutterhaus Aschaffenburg und Eröffnung einer höheren Schule für Mädchen in der Domerschulgasse 15, wo die Englischen Fräulein das Zorn'sche Institut (eine private Töchterschule) gegenüber dem Portal der Alten Universität übernahmen und 3 Klassen für 120 Schülerinnen in 10 Pflichtschuljahren einrichteten. 1883 erfolgte der Kauf des alten gräflichen Stadtschlosses derer von Stauffenberg. Im ehemaligen Domherrnhof Maßbach in der Herrngasse entstanden ein Mädchenlyzeum (höhere Mädchenschule, Mittelschule). Nach der Eröffnung der Frauenfachschule begann die Ausbildung in Handarbeit und Hauswirtschaft.
Ab 1889 befanden sich in der Herrngasse Kloster, Internat, Schülerinnenheim, und bis 1939 der Kindergarten.
1930 wurde der Schulneubau in der Annastraße eingeweiht. 1938 erfolgte ein Verbot der schulischen Tätigkeit durch das NS-Regime und die Schule wurde wie auch die der Ursulinen aufgelöst (Zu Ostern 1938 übernahm die Stadt Würzburg das Mädchengymnasium der Englischen Fräulein ebenso wie die höhere Mädchenschule der Armen Schulschwestern in Heidingsfeld; auch das gesamte private Mädchenschulwesen wurde städtisch. Im Schuljahr 1938/39 wurden alle Konfessionsvolksschulen in Gemeinschaftsvolksschulen umgewandelt).
Am 16. März 1945 wurde das Institutsgebäudes in der Herrngasse völlig zerstört. Die Flucht der 27 Mitschwestern aus dem Institut geschah durch eine Kellerluke, dann durch die brennende Stadt nach Unterpleichfeld. Es gab keine Verletzten oder Toten unter den Mitschwestern, von denen 12 nach Hause geschickt wurden, und auch keine Zerstörung des Schulgebäudes in der Annastraße.
Nach dem Zweiten Weltkrieg erfolgte 1946 der Kauf eines Ruinengrundstücks in der Nikolausstraße 12 unterhalb des Käppele. Es folgte der Wiederaufbau eines Gartenhauses mithilfe der Schwestern als Kindergarten in St. Burkard. 1949 war der Neubeginn der Schule als dreiklassige Mädchenmittelschule mit 32 Schülerinnen und 14 Heimschülerinnen. 1953 erfolgte der Einzug in die Schule in der Annastraße. Ab Juli 1957 wurden die Englischen Fräulein wieder Alleinbesitzer in der Annastraße. Im Oktober war Weihe der neuen Hauskapelle durch Bischof Josef Stangl. 1958 wurde ein Tagesheim eingerichtet. 1963 erfolgte der Neubau des Kindergartens auf der Ruine eines früheren Blumengeschäfts. 1965 kam es zur Entstehung der 4-stufigen Realschule. Von 1970 bis 1977 war Immakulata Fecher Oberin.
1972 wurde die Frauenfachschule aufgelöst. 1973 erfolgte die Generalsanierung des Instituts während der Sommerferien. 1974 war die Eröffnung des Schulkindergartens. Leokadia Hornung wurde Oberin bis 1980, danach folgte ihr Ancilla Zienert. 1980 übergab Mediatrix Borst nach 30-jähriger Schulleiterinnentätigkeit ihr Amt an Helga Enenkel. 1981 erfolgte die Erweiterung und Neugestaltung der Bibliothek nach Plänen des Kunstpädagogen Mahlke. Im Oktober 1985 erfolgte eine Sternwallfahrt nach Rom anlässlich des 400. Geburtstages der Gründerin des Instituts der Englischen Fräulein Mary Ward (1585–1645). Es kam zu einem Treffen der 238 Schülerinnen der MWS-Schulen Würzburg und Aschaffenburg mit 600 weiteren MWS-Schülerinnen aus aller Welt mit Lehrkräften bei einer Papstaudienz. Im selben Jahr wurden Schulhof und Sportplatz neu gestaltet. 1986 musste das Internat aufgelöst werden, dessen Leitung Winfriede Schleyer seit 1970 innehatte. Winfride Schleyer wurde Oberin bis 1989.
1989 erhielt die Schule den neuen Namen Maria-Ward-Schule, Realschule der Englischen Fräulein Würzburg. Immakulata Fecher wurde Oberin bis 1996. Ab dem Schuljahr 1992/93 begann die Teilnahme am Modellversuch „Sechsstufige Realschule“ in Bayern. 1993 wurde Schwester Mechthild Meckl nach Rom berufen. Nach Beschluss der Generalkongregation kam es zur Wahl der Mitschwestern, den Schleier abzulegen oder zu behalten.
1998/99 war das Ende des Modellversuchs und bayernweite Einführung der Sechsstufigen Realschule. Es erfolgte die Wahl der Wahlpflichtfächergruppen I und II ab 7. Klasse mit neuer Wahlpflichtfächergruppe III mit Französisch als Prüfungsfach. Im Februar 1999 erfolgte der Tod der Schulleiterin nach schwerer Krankheit, danach übernahm Peter Schreiner die Schulleitung. Birgit Thum-Feige wurde 2000 Konrektorin, ebenso wie Ludwig Schmutzler, der dieses Amt bis zu seinem Ausscheiden aus dem Schuldienst 2010 innehatte. 2002 wurde Mechthild Meckl Generaloberin in Rom. 2004 erfolgte eine Änderung des Namens von Institutum Beatae Mariae Virginis (IBMV) in Congregatio Jesu (CJ). 2005 wurde die Oberin Ancilla verabschiedet, ihr Amt übernahm Carmen Irrgang.
Am 1. Januar 2009 erfolgte die Übergabe von Schule und Kindergarten in die Maria-Ward-Stiftung, offizielle Übergabe der Trägerschaft war am 15. Mai 2011 erfolgte die Auflösung des Konvents.
Zwischen 2011 und 2016 erfolgte der Umbau der Schule und Neubau einer Pausenhalle. 2015 konnte der erste Bauabschnitt abgeschlossen werden und die Schule in die neuen Räume umziehen. In den Schuljahren 2015/16 und 2016/17 hatte Claudia Wührl die Leitung der Schule inne. Seit dem Schuljahr 2017/18 ist Birgit Thum-Feige für die Leitung der Schule verantwortlich. Annette Röschinger ist seit dem Schuljahr 2018/2019 Konrektorin.

## Leitgedanke
Der Leitgedanke der Schule kann als Miteinander Wege Suchen auf den Punkt gebracht werden, das heißt, Wege zu finden, wie jedes Mädchen durch umfassende, ganzheitliche Bildung gefördert und gestärkt sowie durch die Jahre der Pubertät und der Individuation begleitet werden kann.